# Temelucha notialis
Temelucha notialis är en stekelart som beskrevs av Dasch 1979. Temelucha notialis ingår i släktet Temelucha och familjen brokparasitsteklar. Inga underarter finns listade i Catalogue of Life.